# F-104 Starfighter
Lockheed-104 Starfighter je američki supersonični jednomotorni avion presretač koji se naširoko koristio kao lovac-bombarder tokom Hladnog rata. Razvijen je za borbu u svim vremenskim prilikam i to krajem 1960-ih. Prvobitno ga je razvio Lockheed za vazduhoplovne snage Sjedinjenih Država (USAF), ali kasnije ga je proizvelo još nekoliko drugih država. Ovo je jedan od borbenih aviona sa kojim su upravljale više desetina vazduhoplovnih snaga država i to od 1958. do 2004. godine. Osim SAD-a i saveznika, nekoliko aviona je koristila i NASA do 1994. za testiranja.
F-104 je postavio brojne svetske rekorde, uključujući i brzinu aviona i visinske rekorde. Njegov uspeh je narušen skandalima o podmićivanju Lockheed-a, gde je dat mito velikom broju političkih i vojnih ličnosti u raznim zemljama kako bi uticali na njihovu presudu i osigurali nekoliko kupoprodajnih ugovora; a to je izazvalo znatne političke polemike u Evropi i Japanu.
Konačna proizvodna verzija borbenog modela bio je F-104S, presretač za sve vremenske prilike koji je Aeritalia dizajnirao za italijansko ratno vazduhoplovstvo, a opremljen je vođenim raketama AIM-7 Sparrov. Razmatran je napredni F-104 sa visoko postavljenim krilom, poznat kao CL-1200 Lancer, ali nije zaživeo taj projekat  i jedino je maketa urađena i tu je sve stalo.

## Razvoj

### XF-104
1951. Lockheedov glavni dizajner Clarence "Kelly" Johnson je otputovao u Južnu Koreju kako bi ispitao američke pilote kakav avion bi po njima bio odgovarajući za njihove potrebe. Većina je tražila jednostavan lagan avion nove generacije, koji bi mogao postići velike brzine te imati odličnu okretnost prilikom manevara na velikim visinama. Do kraja oktobra 1952. razvijen je velik broj dizajna koji su se svodili na zajednički model oznake "L-246". Imao je strelasti trup, kratka trapezoidna krila, T rep te novi turbomlazni motor General Electrik (GE) J79. Model L-246 je bio predložen USAF-u upravo kada je bio u potrazi za novim avionima te je uskoro raspisan tender na koji su se prijavili, osim Lockheeda i: Northrop. U završnom krugu tendera u januaru 1953. pobedio je Lockheed sa svojim dizajnom te je dobio ugovor prema kojem je trebao izraditi statičku maketu ta dva letna prototipa. Avion je dobio fabričku oznaku Model 83, te USAF-ovu oznaku XF-104. 
 Tony Levier je trebao biti prvi probni pilot. Avion je sam opisao kao "egzotičan" i impresivan, pa pošto je ovo bio potpuno novi dizajn nije znao kakve će karakteristike pokazati i kako će se ponašati prilikom leta. Prvi XF-104 je napravljen u Lockheedovoj fabrici Burbank 23. februara 1954. te je sledeće noći potajno odvezen u vazduhoplovnu bazu Edvards.
XF-104 je bio strelastog oblika s glatkim linijama, što je bila revolucija u odnosu na tadašnje avione. Prilikom izgradnje se najviše koristio aluminijum te titanijum oko izduva motora; imao je iglasti nos te mehurasti poklopac kokpita koji se otvarao prema levo. Krila su bila trapezoidnog oblika a repne površine su bile T oblika. Osim neobičnih krila, XF-104 je imao i potpuno novo sedište za katapultiranje koje pilota nije izbacivalo iznad aviona (kao kod većine) jer je postojala opasnost da će udariti u repne površine, nego ispod aviona. Zbog tog novog sastava, minimalna visina s koje se pilot mogao izbaciti je bila 152 metra. Iskustvo je kasnije pokazalo da ovaj način katapultiranja i nije tako dobar. Budući da u vreme testiranja GE J79 motor nije bio dostupan, prvi XF-104 je imao privremeno ugrađeni Wright J65-B-3 motor bez naknadnog sagorijevanja, a od jula 1954. mogao se unaprediti na Wright J65-W-7 verziju sa naknadnim izgaranjem. J65 je zapravo bila izmenjena verzija Britanskog Armstrong-Siddeley Sapphire turbo mlaznog motora. J65-W-7 je stvarao 34,6 kN potiska (bez dodatnog sagorijevanja), a vazduh je usisavao kroz dva bočna usisnika koja su bila malo odmaknuta od trupa kako ne bi usisali turbulentni vazduh.
Probni pilot Levier je počeo sa testiranjima na pisti 27. februara 1954. a prvi pravi let je bio 4. marta 1954. pa kako se podtrup  zbog tehničkog kvara nije mogao uvući, let je trajao samo nekoliko minuta; sledeći let je obavljen krajem meseca. Kako na početku nije imao motor sa dopunskim sagorevanjem XF-104A je mogao preći vazdušnu barijeru tek u blago ponirućem letu, no ugradnjom J65-W-7 motora je mogao dostići brzinu od čak  1,6 maha. Drugi XF-104 prototip je poleteo 5. oktobra 1954, i bio je opremljen sa J65-W-7 motorom tako da je najviše korišćen za ispitivanje naoružanja. Iako je prvobitno bilo zamišljeno da bude opremljen sa 30 mm topom, a kasnije je odlučeno da se ugradi novi brzi 20 mm M61 Vulcan top te AN/ASG-14T-1 sistem upravljanja vatrom.
17. decembra 1954. prilikom testiranja topa na velikoj visini, probni pilot LeVier je pokušao ispaliti rafal pa je  došlo do eksplozije te se poremetio rad motora. Levier je ugasio motor, te sigurno prizemljio avion polako se spuštajući gotovo 80 kilometara. Kasnije je istragom utvrđeno da je prilikom pucanja eksplodirao jedan metak tako da je oštetio deo topa koji se odlomio i uletio u zadnji deo aviona.
Avion je vremenom popravljen tako da se ponovno vratio na testiranja, pa se 14. aprila dogodila nova nesreća. Prilikom testnog pucanja topom zbog prevelikih vibracija, sa dna aviona je otpao poklopac koji je bio deo mehanizma za katapultiranje što je izazvalo naglu dekompresiju tako da se odelo pod pritiskom probnog pilota Hermana R. "Fish" Salmona toliko naduvalo da gotovo ništa nije video oko sebe. Na kraju se uspešno katapultirao, a avion je pao na tlo i bio potpuno uništen.
I prvi XF-104 će kasnije biti izgubljen u nesreći. 11. jula 1957. probni pilot William M. "Bill" Park se katapultirao nakon što je otpao celi repni deo aviona.

## Verzije

### YF-104A
Gubitak XF-104 prototipova nije usporio razvoj, te je USAF 30. marta 1955. Lockheedu dao ugovor za izradu 17 YF-104 prototipova aviona koji bi se koristili za procene. Do kraja godine, GE je isporučio YJ79-GE-3 motore za testiranja te je prvi YF-104A poleteo 17. februara 1956. s pilotom Hermanom Salamonom; već 28. februara prvi YF-104 je probio zvučnu barijeru. Bio je 1,68 metara duži od XF-104 što mu je omogućilo smeštaj J79 motora te veći unutrašnji kapacitet goriva. Osim produženja, na usisnike su dodati "prepolovljeni" fiksni konusi koji su služili kao vazdušni "amortizeri" te su bili tajna tokom dizajniranja. Avioni su se prvobitno koristili za testiranje naoružanja (GE M61 Vulcan topa te AIM-9 Sidewinder raketa) te dodatnih rezervoara goriva koji su se spajali na vrhove krila, a imali su zapreminu od 644 litre svaki. Testni YJ79-GE-3 motori za YF su na testiranjima razvili 65,9 kN potiska sa dopunskim sagorevanjem. Nova elektronika je uključivala TACAN navigacijski sistem, radio te infracrveni nišan.

### F-104A
F-104A je ušao u službu USAF-a u februaru 1958. Izgledom je bio dosta sličan YF-104 a pokretao ga je J79-GE-3B mlazni motor koji je bio pouzdaniji od svojih prethodnika. Samom motoru se moglo pristupit tako što bi se pomoću četiri šrafa odvojio zadnji deo trupa. Celi Starfighter je dizajniran tako da bude lagan za održavanje. Osim motora koji je služio kao glavni izvor napajanja, u slučaju njegovog kvara, u donjem prednjem delu aviona se nalazila vazdušna turbina koja je određeno vreme omogućavala rad električnih i hidrauličkih sistema na avionu. Jedino naoružanje F-104A su bile dve toplotne navođene AIM-9B Sidewinder rakete koje su bile smeštene na vrhovima krila, pa prema nekim izvorima F-104A je mogao poneti i jednu nevođenu MB-1 Genie raketu vazduh-vazduh koja je nosila malu nuklearnu bojevu glavu a nosila se ispod trupa. Pretpostavlja se da ovo nikad nije instalirano na F-104 osim prilikom testiranja. Iako je prvobitno bilo zamišljeno da F-104A nosi GE Vulcan top, to se nije realizovalo budući da je Ge imao velikih problema s mehanizmima. Zbog toga je 1959. GE razvio pouzdaniji i kvalitetniji top M61A1 Vulcan koji će vremenom biti ugrađen na sve Starfightere. Ukupno su napravljena 1953 F-104A ne računajući 17 YF-104A koji su kasnije unapređeni i stavljeni u službu.
Dok je Starfighter polako ulazio u službu, istovremeno je obarao rekorde. Tako je pilot Howard C. Johnson 7. maja 1958. postavio novi visinski rekord u YF-104A iznad baze Edvards. 16. maja pilot YFa-104A, kapetan Walter Irwin je postavio svetski brzinski rekord prelazeći stazu od 15 x 25 kilometara prosečnom brzinom od 2260.75 km/h.

### F-104B
Prvi let dvoseda F-104 je bio 16. januara 1957. Po izgledu i dizajnu, F-104B je bio identičan A verziji; samo je ugrađen dvosedni kokpit uklanjanjem topa  a dužina aviona je ostala ista. Mogućnost nošenja oružja na spoljnim spojevima je bila moguća kao i kod F-104A. Lockheed je kasnije razvio i verziju oznake TF-104A koja je bila obični trenažni avion bez naoružanja tako je predložio USAF-u i na kraju je to odbijeno. Zadnji kokpit u kojem je sedio instruktor je bio malo uzdignut radi bolje preglednosti. F-104B je formalno ušao u službu 1958. paralelno sa F-104A. Ukupno je napravljeno 26 aviona a korišćeni su da bi se omogućio lakši prelazak novim pilotima na F-104. Postojale su i ideje o korišćenju F-104B kao naprednog trenžnog aviona za kadete vazduhoplovstva, pa ipak ta ideja nije baš zaživela u praksi.

### F-104C/D
Prvi let jednosedne F-104C verzije koja je služila kao lovac-bombarder se desio 24. jula 1958. te je u službu ušao kasnije te godine. Po spoljašnosti, F-104C je bilo teško razlikovati od osnovne A verzije, jedina razlika je bila što se na F-104C mogao ugraditi fiksni dodatak za dopunu goriva u letu. Ispod aviona, po sredini trupa stavljena je nova spojna tačka koja je bila namenjena nošenju B28  nuklearne bombe koja je bila glavno oružje pri strateškim napadima. Osim toga, C verzija je mogla na tom mestu poneti i dodatne dve Sidewinder rakete na dvostrukom lanseru ali to se retko koristilo budući da je stvaralo dosta vazdušnog otpora. Iznutra, F-104C je koristio poboljšani J79-GE-7A motor koji je razvijao 44,5 kN potiska pri normalnom radu te 70,3 kN s dopunskim sagorevanjem. Problematično sedište za katapultiranje se lansiralo prema dole je zamenjeno s Lockheedovim C-2 koje je normalno funkcionisalo. Ukupno je napravljeno 77 aviona, a isporučivani su od 1958. do 1959. 14. decembra 1959. F-104C je postavio i tadašnji novi visinski rekord od 31.513 metara. Dvosed F-104D je zapravo bio F-104B s poboljšanjima koji su ugrađivani na F-104C.

### F-104G
Budući da se F-104 nije masovno koristio u SAD-u, Lockheed je počeo tražiti strane kupce aviona kako bi se celi program održao. Luftwaffe Zapadne Njemačke se pokazao kao obećavajući kupac jer su tražili novi višenamenski avion koji bi zamenio F-86 Sabre. 6. novembra 1958. objavljena je pobeda F-104  na tenderu te je Lockheed dobio službeni ugovor 18. marta 1959. Avioni namenjeni Nemačkoj su dobili oznaku F-104G a zapravo se radilo o F-104C ali s novim dodacima i poboljšanjima: poboljšana je struktura aviona za lovačko-bombardersku ulogu, ugrađen je najnoviji NASARR radar, poboljšana unutarnja elektronika koja je uključivala novi Litton LN-3 navigacijski sistem, novi J79-GE-11A turbo mlazni motor koji je razvijao 70,28 kN potiska budući da je avion postao teži uz svu novu opremu. Ugrađeno je i novo C2 sedište za katapultiranje a kasnije će se na neke avione ugrađivati i Martin Baker Mark 7 sedišta.  Takođe je izmenjen sistem upravljanja a kočnice su poboljšane kako bi se mogle nositi s dodatnom težinom. F-104G je mogao nositi i dve Sidewinder rakete ispod trupa na novim nosačima koji su bili aerodinamički prihvatljiviji. Nekoliko nacija je kupilo i jednosjedne RF-104G izviđače koji su bili opremljeni s kamerama za izviđanje. Razvijen je i dvosedni TF-104G koji je korišćen za obuku pilota. Bio je osnovni F-104D ali sa unapređenjima kao i jednosed G.

## Istorija korišćenja
Starfighter je na kraju imao dosta kratak životni vek u USAF-u pa je vazduhoplovstvo kupilo upola manje aviona nego što je prvobitno bilo planirano. Jedino po čemu se F-104 isticao je velik broj nesreća uz 49 izgubljenih aviona do 1961. zbog nepouzdanih motora i precenjenih karakteristika. Sedište koje je pilota katapultiralo prema dole je bilo dosta nepopularno pa je šansa za preživljavanje pri iskakanju na maloj visini bila skoro nikakva. Pilotima se savetovalo da u takvim situacijama pokušaju okrenuti avion naopako, ali to je često bilo teško izvodljivo. Poznati probni pilot Iven C. Kincheloe je poginuo u F-104A u bazi Edvards 26. jula 1958. nakon što se na maloj visini (prilikom poletanja) nije uspeo okrenuti kako bi se katapultirao.
Borbena iskorišćenost F-104A je bila dosta slaba. Nedostajala mu je elektronika za borbene uslove, a naoružanje mu nije odgovaralo za misije presretanja. F-104C je ipak bio dosta kvalitetniji pa je ovo zapravo avion koji je Kelly Johnson hteo napraviti. Svi F-104A i dvosedi F-104B su povučeni iz službe vazduhoplovne nacionalne garde (US National Guard) već oko 1960, pa ipak kasnije su u kriznim situacijama vraćana u privremenu službu sve do 1969. kada su konačno povučeni. 24 aviona su prodana stranim zemljama uključujući nekoliko YF-104A koji su 1960. modifikovani u QF-104A a služili su kao brze mete. Iako ga i nije pratio dobar glas, piloti F-104 Starfightera se nisu bunili te su bili zadovoljni avionom. Iskustvom su otkriveni problemi te su popravljeni; GE je u ranim 60-ima unapredio motore kako bi se povećala njihova sigurnost. U napadačkim ulogama je uprkos svojoj osetljivosti na neprijateljsku protivvazdušnu obranu, bio dosta efikasan a zahvaljujući svojim krilima, mogao je lako leteti na malim visinama. Pa ipak su ta ista krila stvarala probleme avionu budući da je imao dosta veliki radijus skretanja.
U oktobru 1958. nekoliko F-104A je pomoću C-124 Globemastera prebačeno na Tajvan no nisu učestvovali u borbama. Prvi put su borbeno korišteni u Vijetnamu kada se rasplamsao vazdušni rat 1965. a poboljšana Severno Vijetnamska vazdušna obrana a takođe i MiGovi su predstavljali ozbiljnu pretnju američkim avionima. U aprilu 1965. 28 F-104C su takođe poslata u akciju. Starfighteri su uglavnom korišćeni u borbenim patrolama te kao zaštita EC-121 Warning Star avionima za rano upozoravanje a često je uz njih leteo i Boing KC-135 avion tanker. F-104 su došli u Vijetnam u svojoj normalnoj srebrenoj boji, ali su kasnije su prebojeni u maskirnu. Uprkos velikoj vazdušnoj nadmoći Amerikanaca, gubici su se događali. 22. jula 1965. F-104C kojim je upravljao Roy Blakely je bio pogođen od strane neprijateljske vatre i nakon neuspelog pokušaja prinudnog sletanja, Blakely je poginuo. 20. septembra 1965. pilot Phil Smith je prilikom leta u teškim uslovima zalutao iznad Kineskog ostrva Hainan. Kada se spustio ispod oblačnog pojasa napali ga je Kineski MiG-19 i oborio ga, pa su uskoro poslata dva druga F-104C u potragu za njim ali su se zbog loših uslova i smanjenje vidljivosti sudarili.
F-104C su vraćeni u SAD do Božića 1965. budući da su se pojavili F-4 Phantomi, no povećano delovanje brzih Severno Vijetnamskih Migova 21 je dovelo do odluke o povlačenju u junu 1966. vraćeno je 435 lovačko-bombarderska eskadrila. Uglavnom su korišćeni kao podrška i obrana od MiGova za F-105 Thunderchiefove koji su izvodili napade na neprijateljsku PVO. Dva F-104C su oborena od strane protivvazdušnih raketa 1. augusta 1966. pri čemu su poginula oba pilota. Najzad se ustanovilo da je celi koncept podrške F-105 Thunderchiefima beskoristan, a uloga podrške snagama na tlu takođe nije davala rezultate zbog neprijateljske protivvazdušne obrane. Iskusni veteran Korejskog rata Norman Schmidt je oboren 1. septembra 1966. iznad Laosa te zarobljen; 2. oktobra Charles Toffert je također oboren iznad Laosa od strane PVO što je označilo prekid uloge F-104 Starfightera kao aviona za podršku u jugoistočnoj Aziji.

### Nemačka
Nemačka je bila prvi strani korisnik F-104 Starfightera te po broju nabavljenih aviona najveći korisnik. Lockheed im je prvo u kasnoj 1959. isporučio 30 F-104F trenažnih aviona za obuku koji su bili manje više isti kao F-104D samo što su imali J79-GE-11A motor i pojednostavljenu elektroniku, a u službi su ostali do 1972. Nemačka ja nabavila i 605 F-104G, 145 RF-104G te 137 TF-104G kojima su zamenili F-86 i F-84. Nemački F-104G su imali verziju F15A-41B NASARR radara, sa načinima rada za navigaciju, za bombardovanje i borbu vazduh-vazduh. Navigacijski i bombarderski način rada su uključivali praćenje i mapiranje terena te procena udaljenosti dok je za borbu vazduh-vazduh imao mogućnost traženja i praćenja meta za Sidewinder rakete te Vulcan top. Većina F-104G drugih zemalja je imala F15AM-11 verziju radara.
Glavno oružje Luftwaffeovih F-104G koji su obavljali jurišne zadatke, je bila B43 nuklearna bomba od 1 megaton. Iako je Zapadna Nemačka formalno bila ne-nuklearna zemlja, SAD je Nemačku opremao takvim oružjem uz dvostruku kontrolu nad njim od strane vrha Luftwaffea i Američkih komadanata. Osim B43, Starfighteri su takođe mogli nositi i konvencionalno oružje za jurišne zadatke poput kasetnih bombi te nevođenih raketnih zrna. Neki Nemački RF-104G su modifikovani na F-104G standard. Lockheed je kasnije Nemačkoj ponudio napredniju RTF-104G1 izviđačku verziju ali je Nemačka to odbila, budući da je već kupila RF-4E Phantom.
Nemački mornarički ogranak Marineflieger je koristio ukupno 146 F-104G i 27 RF-104G a nabavljeni su kako bi zamenili Britanske Hawker Sea Hawk lovce. Marinefliegerovi F-104G su uglavnom korišćeni u protiv-brodskoj ulozi noseći dve Francuske AS-30 rakete koje su se navodile preko radio veze. Budući da se radilo o dosta ne efektivnim raketama, od 1977. su zamenjene Kormoran raketama koje su se same mogle navoditi na metu. RF-104G koji je za potrebe Marinefliegera posebno su se sastavljali a imali su i dalekometne kamere smeštene iza kokpita. Najčešće su izviđali brodove iznad Baltika koristeći bočne kamere, s tim da su pritom ostajali u međunarodnim vodama.
Luftwaffe Starfighteri su prvobitno bili u prirodnoj metalnoj boji, ali su sredinom 1960-ih prebojili u maskirnu sa tamno sivim i zelenim tonovima. Avioni Marinefliegera su koristili tamno sive tonove na gornjoj i lagano sive tonove na donjoj strani aviona. U retkim slučajevima ili prilikom proslava neki od aviona bi se obojili u crnu, crvenu i žutu boju a to predstavlj Nemačke nacionalnu zastavu.

### Kanada
Modifikovani bivši Američki F-104A su dostavljeni Kanadi kao početak za proizvodnju CF-104. Avion je prvobitno nosio oznaku CF-111 te fabričku oznaku CL-90. Isporuka CF-104 započinje 1961. sa prvim gotovim avionima koji su izašli iz fabrike 18. marta 1961. Ukupno je napravljeno 200 aviona za Kanadsko vazduhoplovstvo. CF-104 je bio gotovo identičan F-104G a pokretao ga je J79-OEL-7 turbomlazni motor koji se licencno proizvodio u Orenadi u Kanadi; prvobitno je bio zamišljen kao jurišnik sa nuklearnim naoružanjem stoga nije imao ugrađeni top i nišan, pa je to ugrađeno tokom ranih 1970-ih kada se počeo koristiti kao konvencionalni strateški jurišnik. Od tada je mogao nositi i CRV 70 nevođena raketna zrna, "nepametne" bombe te Britansku BL-755 kasetnu bombu. Budući da je CF-104C bio namenjen jurišnim zadacima, koristio je R24A verziju NASARR radara koja nije imala način rada za borbu vazduh-vazduh. Neki CF-104 su modifikovani da nose Vinten kapsulu za izviđanje ispod trupa no ovi avioni nisu dobili posebnu oznaku. Kanadsko vazduhoplovstvo je nabavilo i 38 CF-104D dvoseda za obuku koji su bili slični F-104G a svi su se proizvodili u Lockheedu. Zadnjih 16 aviona je imalo unapređenu elektroniku pa su dobili oznaku CF-104 Mark 2. Nakon završetka izrade kandaskih aviona, SAD je Canadairu dao ugovor za izgradnju 140 F-104G za američke saveznike.
Kanadski avioni su prvobitno bili u metalnoj boji, no kasnije je gornji deo obojen u slojeve tamno zelene i maslinaste a dno u sivu. Zadnji avioni su povučeni tokom 80-ih a zamenili su ih F/A-18 Horneti. Kanadađni su imali i najveći broj nesreća s Starfighterom izgubivši 110 aviona što je činilo oko 46% aviona.

### Italija
Fiat je proizveo ukupno 125 F-104G za potrebe Italijanskog ratnog vazduhoplovstva, a prvi "domaći" avion je poletio 9. juna 1962. Prvi avioni su ušli u operativnu službu 1965. Od 125 aviona, 51 je prerađen da obavlja ulogu presretača, 54 su prerađena da služe kao jurišnici a 20 ih je modifikovano u RF-104G ugradnjom kamere. Italija je nabavila i 12 TF-104G od Lockheeda te 12 istih od Aeriitalie. Tokom 80-ih Luftwaffe je Italiji dao još 6 TF-104G koji su bili višak s tim da su barem dva obnovljena te ponovno korišćena a ostatak je služio kao izvor rezervnih delova. Italijani su bili zadovoljni sa avionima tako da su naručili poboljšanu CL-911 tj. F-104S verziju koja je mogla nositi Sparrow rakete vazduh-vazduh.

### Japan
Japan je nabavio 210 F-104J jednoseda i 20 F-104DJ dvoseda za obuku. Tri F-104J su dostavljena od strane Lockheeda da služe kao osnovica buduće proizvodnje u Mitsubishi Heavy Industries. 
29 ih je sastavljeno pomoću dostavljenih delova dok je ostatak izrađen vlastitim resursima. Prvi let F-104J je bio 30. juna 1961. a proizvodnja u Mitsubishiu započinje u proleće 1962. i traje do 1967.

Svi F-104DJ su dostavljeni u delovima te su paralelno sastavljani sa J verzijama. Japanske verzije su bile bazirane na F-104G i TF-104G pa budući da se Japan držao stroge doktrine snaga za samoobranu ti su bili optimizovani samo za ulogu presretača. Imali su F15J-31 verziju NASARR radara koji su imali način rada samo za borbu vazduh-vazduh i pokretao ih je J79-IHI-11A (verzija J79-GE-11A) koji se licencno proizvodio u Ishikawajima-Harima Heavy Industriesu. Japanski Starfighteri su prvobitno bili obojeni u metalnoj boji sa belim krilima na kojima je bio simbol izlazećeg sunca. Kasnije su prebojeni u laganu sivu kako bi se sprečila korozija a nekim avionima su i nosevi obojeni u crno.
 Povučeni su iz službe sredinom 80-ih a zamenio ih je F-15J Eagle.  Neki su zadržani kako bi tada obavljali specijalne zadatke a neki su predati Tajvanu. 90-ih nekoliko aviona je pretvoreno u QF-104J bespilotne mete. Tokom dva dvadeset godina službe, Japan je u nesrećama izgubio oko 15% svojih aviona što i nije loše u odnosu na druge korisnike.

## Države koje su koristile avion F-104
F-104 su upravljale ratna vazduhoplovstva sledećih država:
- Белгија
- Канада
- Данска
- Немачка
- Грчка
- Италија
- Јапан
- Јордан
- Холандија
- Норвешка
- Пакистан
- Spain
- Република Кина
- Турска
- United States

## Spoljašnje veze
- (језик: енглески) Yesterday's Air Force: F-104 Starfighter – United States Air Force
- (језик: енглески) Lockheed XF-104 to F-104A, F-104B/D, F-104C, and F-104G pages on USAF National Museum site
- (језик: енглески) The International F-104 Society
- (језик: енглески) Weaver, Michael E. "Making a Difference: The Tennessee Air National Guard during the Berlin Crisis, 1961–1962." The Journal of East Tennessee History 79 (2007): 1–19.
- (језик: енглески) 916 Starfighter